# Le Pin (Loire-Atlantique)
Le Pin település Franciaországban, Loire-Atlantique megyében. Lakosainak száma 829 fő (2022. január 1.). Le Pin Challain-la-Potherie, La Chapelle-Glain és Vallons-de-l'Erdre községekkel határos.

## Népesség
A település népességének változása:
| Lakosok száma | 752  | 680  | 602  | 681  | 799  | 785  | 754  | 750  | 751  | 829  |
|               | 1968 | 1982 | 1990 | 2006 | 2013 | 2015 | 2017 | 2019 | 2020 | 2022 |